# Kimbe
Kimbe – miasto w Papui-Nowej Gwinei, ośrodek administracyjny Nowej Brytanii Zachodniej. Ludność: 23 tys. mieszkańców (2011).